# Pasen

Detail van het middenpaneel van een polyptiek van Titiaan

Pasen is het belangrijkste christelijke feest in het liturgische jaar, volgend op de Goede Week. Christenen vieren deze dag vanuit hun geloof dat Jezus uit de dood is opgestaan, op de zondag na zijn kruisiging.
Pasen duurt twee dagen en wordt gevierd op een zondag en maandag. Beide dagen worden wel afzonderlijk eerste en tweede paasdag of paaszondag en paasmaandag genoemd.
Het christelijke Pasen wordt gevolgd door de vijftig dagen durende periode van het kerkelijke jaar tot Pinksteren. De periode van het paasfeest tot Hemelvaartsdag duurt veertig dagen. Katholieken mogen gedurende de vijftig dagen durende periode hun jaarlijkse paasplicht vervullen.

## Oorsprong

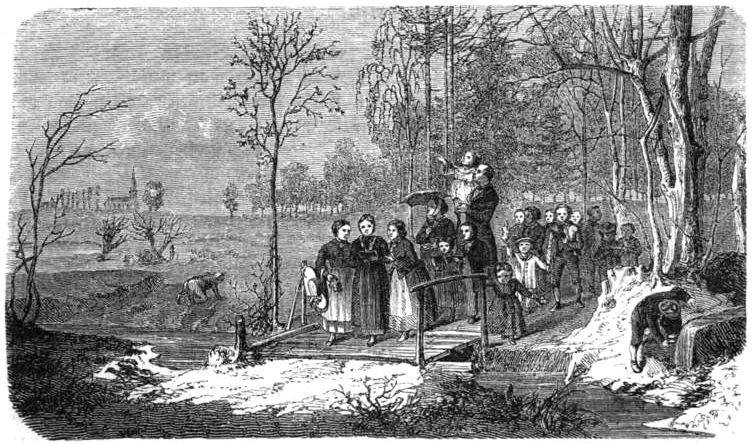
Paasochtend, Das festliche Jahr in Sitten, Gebräuchen und Festen der germanischen Völker, 1863

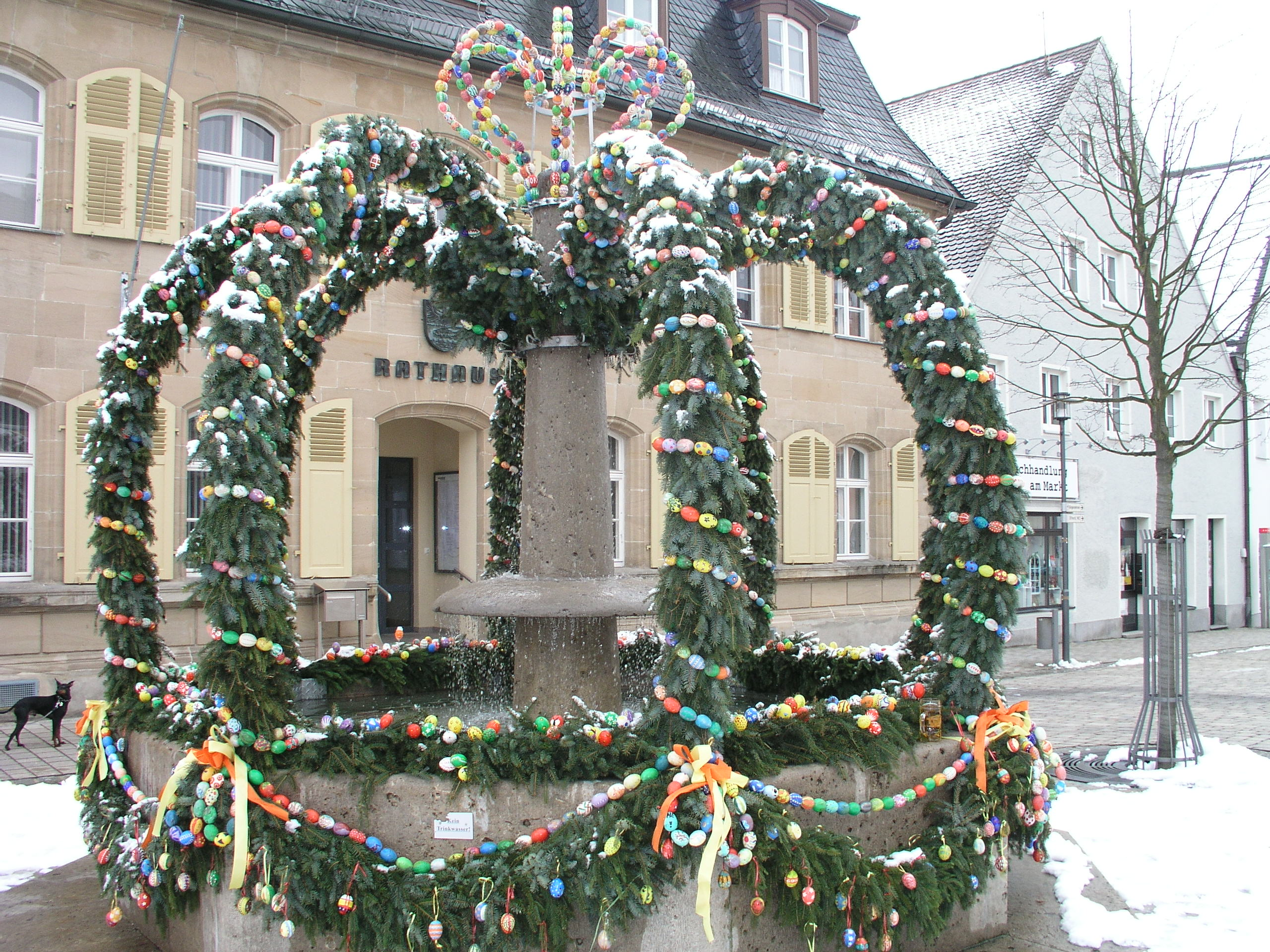
"Osterbrunnen" in Pegnitz, Duitsland

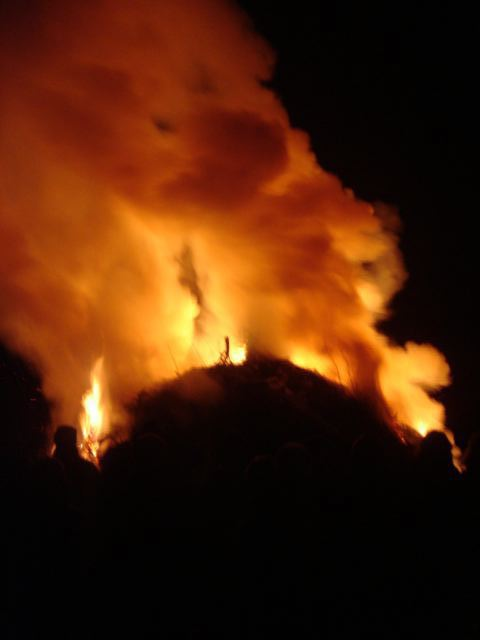
Paasvuur

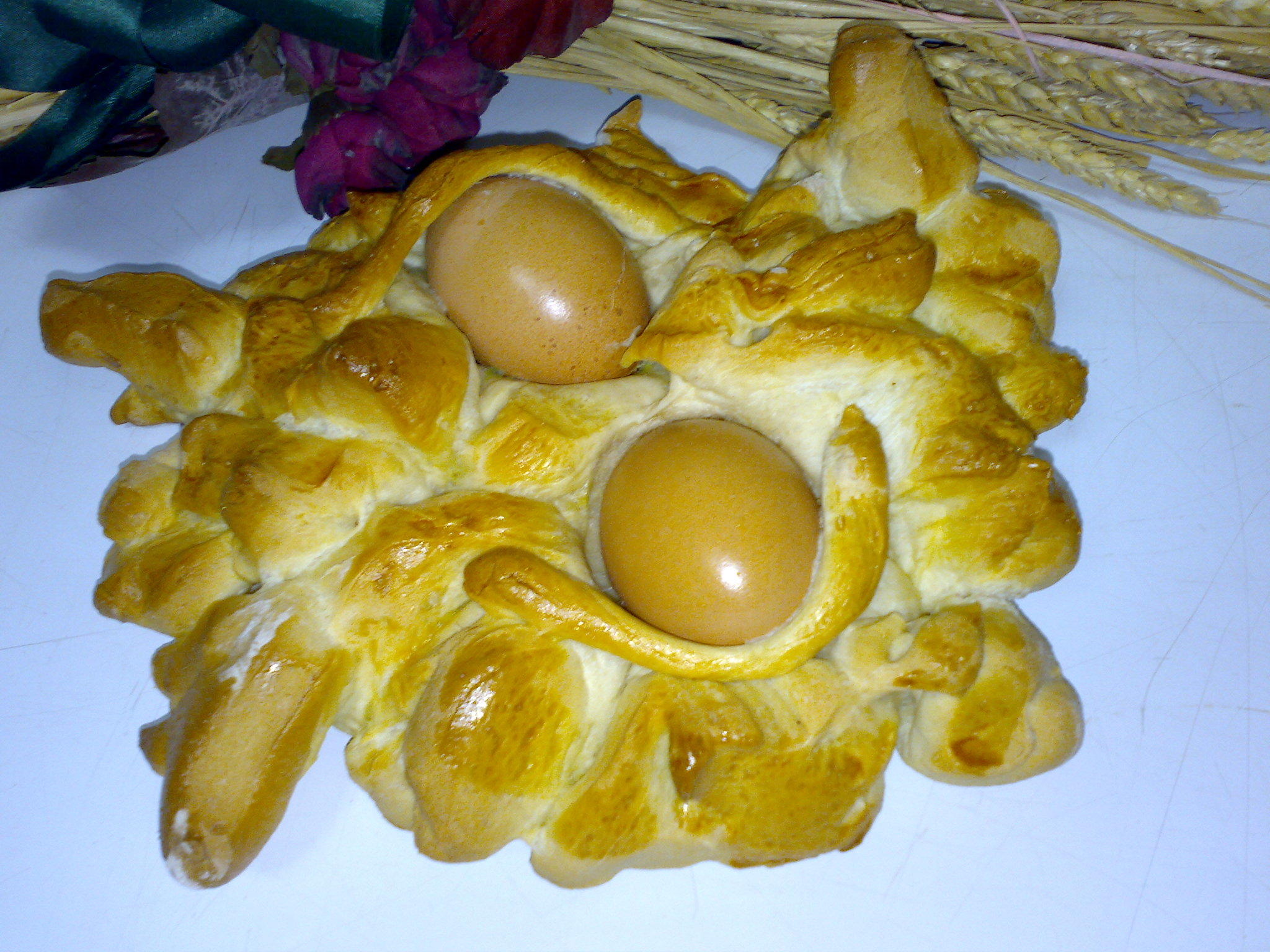
Paasbrood uit Italië

De term Pasen heeft zijn oorsprong in het joodse Pesach, de joodse viering van de uittocht uit Egypte. Tijdens het Eerste Concilie van Nicea (325) zijn de data van beide feesten officieel ontkoppeld.
In ouder (godsdienst)historisch onderzoek en in pseudowetenschappelijke lectuur wordt vaak een pre-christelijke oorsprong van diverse gebruiken rond Pasen verondersteld. De gangbare wetenschappelijke theorie is dat men over de voorchristelijke periode in Noordwest-Europa nauwelijks iets weet, omdat er nauwelijks iets van is overgeleverd. Mogelijk heeft de viering van Pasen in de loop van de tijd elementen van oude lentefeesten (zie feesten en rituelen tijdens de lente) in zich opgenomen, maar dat blijft speculatief.
Het eten van paaseieren is van middeleeuwse oorsprong. Een ander gebruik zijn de paasvuren. De ontstaansperiode hiervan is onbekend. De palmpasenstok is een Nederlands fenomeen dat na de reformatie bij katholieken ingang vond.
De paashaas is volgens hedendaagse inzichten helemaal niet zo oud: hij is voor zover bekend pas in 1682 voor het eerst in Duitsland beschreven, in Georg Franck von Franckenaus boek De ovis paschalibus (Over paaseieren). De paashaas heeft van oorsprong een pedagogisch karakter. Via een vertaald Duits boek is de paashaas voor het eerst in ieder geval in 1825 in Nederland bekend.
Veel paasgebruiken komen niet voor in de oorspronkelijke Bijbelteksten. Het is niet zeker waar ze precies vandaan komen. Een oorsprong in de voorchristelijke traditie kan verondersteld worden. Het is namelijk bekend dat de Romeinen bijvoorbeeld bij het kerstfeest bewust midwintertradities opgenomen hebben om de Germanen te kunnen winnen voor het christendom. Het kleuren van eieren is ook terug te vinden in Iran met het voorjaarsfeest Nowruz en op de Balkan met Ederlezi (6 mei, Sint-Jorisdag). Vreugdevuren vergelijkbaar met paasvuren vinden tevens plaats op de Balkan (Ederlezi), bij de Alevieten in Turkije (Hidirellez, 6 mei en de vooravond 5 mei) en in Iran rond dezelfde tijd in het jaar. Hier is mogelijk sprake van een oudere Euraziatische traditie.

## Etymologie
Het woord Pasen (in het Middelnederlands geschreven als paschen, paeschen of paesschen) is de meervoudsvorm van pasch of paesch, meervoud omdat het over meerdere dagen wordt gevierd. Het is ontleend aan christelijk Latijn pascha, een ontlening aan het Grieks Páscha (Πάσχα), dat weer ontleend is aan Aramees Paskha (פסחא), verwant met Hebreeuws Pesach (פֶּסַח), het feest van de uittocht uit Egypte.

## In het christendom
In de christelijke traditie is Pasen, of ook wel het paasfeest, het belangrijkste liturgische feest. Op Goede Vrijdag, de vrijdag voor Pasen, herdenken christenen het lijden en de kruisdood van Jezus en met Pasen vieren zij zijn opstanding, ook wel verrijzenis genoemd, uit de dood. Pasen behoort daarmee tot de traditie van de zoenoffers, die draaien om de noodzaak van de dood voor het leven, de verzoening met het goddelijke en de spirituele ontwikkeling van de eigen ziel door beproeving.

### Bijbelse geschiedenis
Hieronder volgt een synthese van de gebeurtenissen volgens Matteüs 28:1-10, Marcus 16:1-13, Lucas 24:1-53 en Johannes 20:1-23.
Op Witte Donderdag was Jezus op de Olijfberg en werd hij verraden door Judas Iskariot. Hierop werd hij gearresteerd door soldaten die in dienst waren van de hogepriester. De Joodse leiders wilden hem ter dood veroordelen, maar dat mocht alleen de Romeinse gouverneur, Pontius Pilatus, doen. Pilatus verklaarde echter in het openbaar niets te zien waarom Jezus ter dood zou moeten worden veroordeeld. De aanklagers bleven echter aandringen. Ook verklaarden ze dat Jezus zich 'koning der Joden' noemde en dat dit al een veroordeling zou rechtvaardigen. Pilatus kon hier niet goed onderuit komen als hij moeilijkheden met de Romeinse keizer wilde vermijden. Hij kon nog maar een oplossing zien van dit dilemma: het was traditie dat ter gelegenheid van het joodse feest Pesach een veroordeelde misdadiger gratie kreeg en het volk mocht kiezen welke dat zou zijn. Pilatus gaf nu de keus tussen Jezus en een moordenaar, veronderstellend dat het volk niet een misdadiger zou vrijlaten. Opgehitst door de leiders koos het volk echter voor vrijlating van de misdadiger Barabbas in plaats van Jezus. Jezus werd door Pilatus veroordeeld tot de dood aan het kruis. Hij waste daarbij zijn handen 'in onschuld'. Jezus werd op vrijdag aan het kruis genageld, waar hij kort voor de joodse sabbat, op de vooravond van het Pesach, stierf. Door Jozef van Arimathea werd Jezus begraven, in een graf dicht bij Golgotha.
Heel vroeg op de zondagmorgen gingen er vrouwen naar het graf om het lichaam van Jezus te verzorgen. Ze vonden hem daar echter niet, engelen vertelden hen dat Jezus was opgestaan. "Waarom zoekt u de levende onder de doden?" Kort daarop verscheen hij aan Maria Magdalena. Daarop gingen de vrouwen naar de discipelen, die hen niet geloofden. Toch gingen ze wel bij het graf kijken, Johannes en Petrus voorop. Diezelfde dag verscheen Jezus aan twee volgelingen die onderweg waren naar Emmaüs (de Emmaüsgangers). Nadat hij zich aan hen geopenbaard had (bij het breken van het brood) haastten ze zich terug naar Jeruzalem om het de discipelen te vertellen. Terwijl ze hun verhaal aan het doen waren, verscheen Jezus in hun midden. Hij beloofde hierbij de Heilige Geest te zenden en gaf ze de opdracht: "Zoals de Vader Mij heeft uitgezonden, zo zend Ik jullie uit."

### Betekenis
Met de christelijke viering wordt, evenals met de joodse viering, de uittocht uit Egypte (de exodus) herdacht, zij het metaforisch vanuit het werk van God in en door de persoon Jezus als Christus, door christenen beschouwd als de Zoon van God, de beloofde Messias, de Verlosser. Hij wordt in het Nieuwe Testament het paaslam genoemd, dat zichzelf vrijwillig liet offeren voor de verzoening van God met de mensen. Dit duidt op de symbolische betekenis van het offerlam, dat volgens de Mozaïsche voorschriften (Oude Testament, Pentateuch) en de tradities van de joodse godsdienst geofferd moest worden ter vergeving van zonden. Met de voorstelling van Jezus als het eeuwige paaslam werd in geestelijke zin een 'nieuw verbond' tussen God en mens aangeboden, gebaseerd op de genade, waarmee het oude verbond, gebaseerd op de wet, buiten werking kon worden gesteld. Wie in Hem gelooft, hoeft volgens de christelijke traditie niet meer 'onder de wet' te leven, maar valt 'onder de genade'. Deze begrippen en de verhoudingen tussen het een en ander zijn in onder meer de brieven van de apostel Paulus nader uitgewerkt.
Met het paasfeest wordt ook uitgekeken naar de verwachte wederkomst van Jezus op aarde.

## Ontstaansgeschiedenis

### Pesach
De oorsprong van het christelijke paasfeest ligt in de joodse traditie. Het joodse Pesach (in de christelijke liturgie Pascha) is nauw verbonden met de uittocht uit Egypte, de Exodus. De viering en herdenking hiervan werd volgens het Bijbelboek Exodus de avond voor de uittocht ingesteld en is de eeuwen door in verschillende vormen bewaard gebleven. Inherent is het herdenken van de grote daden van God aan het volk Israël. Hierin ligt het idee van 'bevrijding' besloten. Dit geldt ook voor het christelijke paasfeest, zij het vanuit een andere invalshoek. In Nederland herinneren tijdens Pasen de matzes (ongerezen broden) nog aan het joodse Pesachfeest. Volgens de Thora moesten de joden vlak voor hun vertrek in opdracht van God snel brood bakken zonder daar zuurdesem aan toe te voegen (Exodus 12:8). Deze matzes worden vóór Pasen verkocht door supermarkten en tijdens Pasen gegeten door zowel joden, christenen als niet-christenen.

### Pasen rond het begin van de christelijke jaartelling
In de tijd van Jezus was het Pesach, naast Sjavoeot en het Soekkot (het Loofhuttenfeest) een van de drie belangrijke pelgrimsfeesten. Het was nauw verbonden met het Massotfeest; beide werden in feite als één feest gevierd. Van heinde en ver kwamen de mensen naar de tempel in Jeruzalem. De betekenis was nog altijd: herdenking van de bevrijding uit Egypte en hoop op de komende verlossing door de beloofde Messias.
Het Laatste Avondmaal van Jezus en zijn volgelingen, de discipelen, was volgens de Evangeliën een Pesachviering. Men trof de voorgeschreven voorbereidingen de avond ervoor, de viering vond 's avonds plaats in Jeruzalem, er werd wijn gedronken, brood gegeten en een loflied gezongen, het Halleel. De vereiste kruiden en het woord 'ongezuurd' (brood) worden niet genoemd, maar dat kan komen doordat de evangelieschrijvers niet per se volledig pretendeerden te zijn, bepaalde onderdelen natuurlijk aanwezig zijn dus niet genoemd hoeven worden, en men zich bij de verslagen kennelijk concentreerde op wat men voor de eerste christenen van die tijd van belang vond.

### Eerste christenen
Ook de eerste christenen, van wie de meesten Joden waren, bleven aan de joodse feesten deelnemen, ook aan het Pesach. Gaandeweg werd het voor de christenen een tijd van vooral vasten ter herdenking van Jezus' lijden en een nachtwake. Later is een scheiding tussen de feesten gekomen, alleen al door het instellen van verschillende datums voor Pesach en Pasen (zie onder). De quartodecimanen hielden vast aan de oude manier van vaststellen van het paasfeest en werden daarom door de paus geëxcommuniceerd. Daarnaast was er nog een stroming (de montanisten genoemd) die vond dat het christelijke paasfeest gevierd moest worden op de eerste zondag na 5 april, en een stroming die meende dat het christelijke Pasen moest vallen op de eerste zondag na het joodse paasfeest. Omdat het feest daardoor ook vóór het begin van de lente kon vallen, werden de aanhangers van deze laatste stroming de proto-paschieten genoemd. Aan een vaste paasdatum dacht amper iemand.
Na 313, het jaar van de erkenning van het christendom door de Romeinse overheid met de afkondiging van het Edict van Milaan de zogeheten 'kerkvrede', kreeg het paasfeest een ander aanzien. Het werd nu voor pelgrims mogelijk om de gebeurtenissen van Pasen te vieren op de plek waar ze volgens het verhaal hadden plaatsgevonden, in en rond Jeruzalem. Een vroege (laat-vierde-eeuwse) getuige hiervan is het verslag van de pelgrim Egeria. Dit werkte een 'historisering' van de Paasliturgie in de hand. In Jeruzalem werd deze verdeeld in losse gebeurtenissen die op losse dagen en verschillende plaatsen gebeurd zouden zijn. Het liturgische Triduum Sacrum werd ingevoerd:
1. Witte Donderdag (instelling van de Eucharistie en het priesterschap, begin van het lijden van Jezus);
2. Goede Vrijdag (lijden en sterven);
3. Stille Zaterdag of paaszaterdag (grafrust);
4. paaszondag (opstanding).

Op het 4e Concilie van Lateranen (1215 - 1216) te Rome werd bepaald dat christenen op zijn minst eenmaal per jaar en dan vooral op Pasen de eredienst moesten bijwonen en moesten biechten. Dit impliceert dat, in tegenstelling tot wat veel mensen over de middeleeuwen denken, voor dit concilie het niet gebruikelijk was dat iedere christen regelmatig naar de kerk ging.

### Na de middeleeuwen
Van de middeleeuwen tot halverwege de 20e eeuw werd de paaszondag min of meer apart gezien van de overige paasdagen. Het Tweede Vaticaans Concilie herstelde de liturgische eenheid van het triduüm. Ook hersteld is de paaswake, die in de nacht van zaterdag op zondag gehouden wordt. Deze was in de reformatorische traditie vrijwel onbekend, maar wordt de laatste decennia her en der gevierd, ook in evangelische- en pinksterkringen.
De Rooms-Katholieke Kerk kent de traditie van de Kruisweg, een uitbeelding van de lijdensgang van Jezus. Tijdens de paasdagen worden, met name in de rooms-katholieke streken, passiespelen uitgevoerd. Het bijwonen van uitvoeringen van passiemuziek van met name Bach is bij gelovigen, en overigens ook bij niet-gelovigen, een populaire vorm van paasviering.

## In de muziek
De paastijd en de christelijke liturgie daaromheen heeft door de eeuwen heen veel componisten geïnspireerd tot muzikale composities. In de Barokperiode viel vooral het werk van Johann Sebastian Bach op met de Johannes-Passion, Matthäus-Passion en zijn cantates. Voor de eerste paasdag bedacht Bach de cantate nr. 4 Christ lag in Todesbanden. Voor de tweede paasdag schreef hij vervolgens de cantate nr. 6 Bleib bei uns, denn es will Abend werden.

## Data
| jaar    | Vastenavond (dinsdag) | Eerste paasdag (zondag) | Hemelvaartsdag (donderdag) | Eerste pinksterdag (zondag) |
| ------- | --------------------- | ----------------------- | -------------------------- | --------------------------- |
| Vroegst | 3 februari            | 22 maart                | 30 april                   | 10 mei                      |
| Laatst  | 9 maart               | 25 april                | 3 juni                     | 13 juni                     |
| 2015    | 17 februari           | 5 april                 | 14 mei                     | 24 mei                      |
| 2016    | 9 februari            | 27 maart                | 5 mei                      | 15 mei                      |
| 2017    | 28 februari           | 16 april                | 25 mei                     | 4 juni                      |
| 2018    | 13 februari           | 1 april                 | 10 mei                     | 20 mei                      |
| 2019    | 5 maart               | 21 april                | 30 mei                     | 9 juni                      |
| 2020    | 25 februari           | 12 april                | 21 mei                     | 31 mei                      |
| 2021    | 16 februari           | 4 april                 | 13 mei                     | 23 mei                      |
| 2022    | 1 maart               | 17 april                | 26 mei                     | 5 juni                      |
| 2023    | 21 februari           | 9 april                 | 18 mei                     | 28 mei                      |
| 2024    | 13 februari           | 31 maart                | 9 mei                      | 19 mei                      |
| 2025    | 4 maart               | 20 april                | 29 mei                     | 8 juni                      |
| 2026    | 17 februari           | 5 april                 | 14 mei                     | 24 mei                      |
| 2027    | 9 februari            | 28 maart                | 6 mei                      | 16 mei                      |
| 2028    | 29 februari           | 16 april                | 25 mei                     | 4 juni                      |
| 2029    | 13 februari           | 1 april                 | 10 mei                     | 20 mei                      |
| 2030    | 5 maart               | 21 april                | 30 mei                     | 9 juni                      |
| 2031    | 25 februari           | 13 april                | 22 mei                     | 1 juni                      |
| 2032    | 10 februari           | 28 maart                | 6 mei                      | 16 mei                      |
| 2033    | 1 maart               | 17 april                | 26 mei                     | 5 juni                      |
| 2034    | 21 februari           | 9 april                 | 18 mei                     | 28 mei                      |
| 2035    | 6 februari            | 25 maart                | 3 mei                      | 13 mei                      |
| 2036    | 26 februari           | 13 april                | 22 mei                     | 1 juni                      |
| 2037    | 17 februari           | 5 april                 | 14 mei                     | 24 mei                      |
| 2038    | 9 maart               | 25 april                | 3 juni                     | 13 juni                     |
| 2039    | 22 februari           | 10 april                | 19 mei                     | 29 mei                      |
| 2040    | 14 februari           | 1 april                 | 10 mei                     | 20 mei                      |
| 2041    | 5 maart               | 21 april                | 30 mei                     | 9 juni                      |
| 2042    | 18 februari           | 6 april                 | 15 mei                     | 25 mei                      |
| 2043    | 10 februari           | 29 maart                | 7 mei                      | 17 mei                      |
| 2044    | 1 maart               | 17 april                | 26 mei                     | 5 juni                      |
| 2045    | 21 februari           | 9 april                 | 18 mei                     | 28 mei                      |

Het Concilie van Nicea bepaalde in 325 dat Pasen moet worden gevierd op de zondag na de eerste volle maan in de lente. In 1582 voerde paus Gregorius XIII een kalenderhervorming door, die door de Oosters-Orthodoxe Kerk niet werd gevolgd. De orthodoxe kerken, zoals de Russisch-orthodoxe kerk (maar niet de Grieks-orthodoxe kerk), bleven de juliaanse kalender volgen in plaats van de gregoriaanse kalender, waardoor het begin van de lente, en dus ook de paasdatum, op verschillende dagen valt. Om de zoveel jaar valt de paasdatum van de westerse kerken samen met die van de orthodoxe kerken.
In de westerse kerken wordt, volgens de regel van het kerkelijke Pasen, 21 maart gehanteerd als start van de lente. Ook als de volle maan op 21 maart valt, wordt Pasen op de zondag na de eerste volle maan in de lente gevierd. Daardoor kan het christelijke paasfeest in de westelijke kerken in een periode van 35 dagen vallen, van 22 maart tot en met 25 april.

## Pasen in de Lage Landen
In de Lage Landen is Pasen voor de meeste mensen een seculier feest geworden dat bestaat uit een aantal vrije dagen en uit tradities zoals gemeenschappelijk eten, het bezoeken van kerk en familie en het eieren schilderen en zoeken. In de 19e eeuw was er een 'eierdans' - de laatst bekende vermelding hiervan is van een West-Friese speelman die vertelde dat hij deze dans nog in de jaren 30 van de vorige eeuw heeft gezien in Volendam.
Een populair paasvermaak is eiertikken: twee eieren worden tegen elkaar getikt en degene wiens ei heel blijft heeft gewonnen. Tot eind 18e eeuw werd dit spel ook door volwassenen beoefend. Niet-kerkelijke paasliederen zijn o.a. Paesch eyeren (rond 17e eeuw) en Daar nu het feest van Pasen is (20e eeuw; Denekamp, Ootmarsum).
Traditioneel werden omstreeks Pasen vaak films op televisie uitgezonden die het lijden van Christus verbeelden. Oudere films zijn Ben-Hur, The Robe en Jesus Christ Superstar. Een recente film is The Passion of the Christ. De laatste jaren is dit uitzonderlijk geworden.

### België
Net als in Nederland vinden in België nauwelijks commerciële activiteiten plaats op Pasen. Ook op paasmaandag is dit het geval, het is een van de wettelijke feestdagen. Voor scholieren en studenten is er rond Pasen de paasvakantie, die twee weken duurt. In Franstalig België is de paasvakantie sinds 2023 losgekoppeld van Pasen.

### Nederland
Met name in het oosten van Nederland zijn paasvuren populair. In Ootmarsum wordt elk jaar een speciale optocht gehouden, het vlöggeln, die uniek is in Nederland.
Sinds 2011 wordt jaarlijks op Witte Donderdag The Passion gehouden, telkens in een andere Nederlandse stad.
Op de zondag dat Pasen wordt gevierd vinden er in Nederland minder commerciële activiteiten plaats. Pretparken en dergelijke zijn wel open en populair. Alleen essentiële diensten zoals politie, ziekenhuizen of brandweer zijn actief. Het openbaar vervoer functioneert normaal als ware het een gewone zondagsdienst, met slechts enkele aanpassingen. De maandag na paaszondag (tweede paasdag) was traditioneel in Nederland ook een dag voor de viering van Pasen zonder commerciële activiteiten. Tegen het einde van de 20ste eeuw liet men dit steeds meer los. Grote bedrijven, zoals woonboulevards, zijn open, en ook andere winkels zoals supermarkten. Voor personeel in dienst van een overheid is dit nog steeds een vrije dag.
Ook het Carnaval, Aswoensdag, de Vastentijd en Palmpasen zijn vanouds voorbereidingen voor de paasviering. Naast het christelijke aspect van Pasen wordt het paasfeest ook steeds meer een kinderfeest. Dat is niet alleen terug te zien in de paashaas en het schilderen en zoeken van eieren, maar ook in het zingen van paasliedjes. Rond Pasen worden niet meer alleen christelijke paasliederen gezongen, maar ook vrolijke kinderliedjes met als thema Pasen.

## Paastoespraak
Op eerste paasdag houdt de paus in Rome traditiegetrouw bij de Sint-Pietersbasiliek een toespraak, geeft zijn zegen, Urbi et orbi en wenst iedereen een zalig paasfeest. Deze paastoespraak wordt in veel landen rechtstreeks op televisie uitgezonden, zodat de rooms-katholieken die niet in Rome zijn de zegen kunnen ontvangen. Hierbij is het traditie dat het Sint-Pietersplein rijkelijk wordt versierd met bloemen die door Nederland worden geleverd en ingezegend in opdracht van de Friezenkerk.

## Spelling
Volgens het Groene Boekje krijgt Pasen een hoofdletter, maar alle samengestelde en afgeleide vormen niet: paasfeest, paasavond, paasei, etc. Dat geldt ook voor eerste paasdag, tweede paasdag, paaszondag en paasmaandag. Het Witte Boekje gebruikt ook voor de afzonderlijke feestdagen hoofdletters: Eerste Paasdag, Tweede Paasdag, Paaszondag, Paasmaandag.